# أفياتيكو
أفياتيكو(Aviation) هي كومونا (بلدية) في مقاطعة بيرغامو في منطقة لومبارديا في إيطاليا، وتقع على بعد حوالي 60 كيلومتر (37 ميل) شمال شرق ميلانو وحوالي 12 كيلومتر (7 ميل) شمال شرق بيرغامو. اعتبارًا من 31 ديسمبر 2007، كان عدد سكانها 515 نسمة ومساحتها 8.4 كيلومتر مربع (3.2 ميل2).
تقع أفياتيكو على حدود البلديات التالية: ألبينو وألغوا [الإنجليزية] وكوستا دي سيرينا [الإنجليزية] وجازانيجا [الإنجليزية] وسيلفينو [الإنجليزية].